# Žemberovce
Žemberovce (hongrois : Zsember) est un village de Slovaquie situé dans la région de Nitra.

## Histoire
Première mention écrite du village en 1256.

## Démographie

### Évolution de la population
| Année:               | 1994. | 2004.   | 2014.   | 2024.   |
| -------------------- | ----- | ------- | ------- | ------- |
| Nombre de personnes: | 1299  | 1239    | 1267    | 1235    |
| Différence:          |       | -4,61 % | +2,25 % | -2,52 % |

| Année:               | 2023. | 2024.   |
| -------------------- | ----- | ------- |
| Nombre de personnes: | 1234  | 1235    |
| Différence:          |       | +0,08 % |